# Nina Proskura
Nina Proskura (ukr. Ніна Проскура; ur. 1 listopada 1974 w Zaporożu) – ukraińska wioślarka.

## Osiągnięcia
- Mistrzostwa Świata – Kolonia 1998 – czwórka bez sternika – 1. miejsce[1].
- Mistrzostwa Świata – St. Catharines 1999 – dwójka bez sternika – 8. miejsce[1].
- Igrzyska Olimpijskie – Sydney 2000 – dwójka bez sternika – 8. miejsce[1].
- Mistrzostwa Świata – Lucerna 2001 – dwójka bez sternika – 10. miejsce[1].
- Mistrzostwa Świata – Sewilla 2002 – dwójka bez sternika – 4. miejsce[1].
- Mistrzostwa Świata – Mediolan 2003 – dwójka bez sternika – 12. miejsce[1].
- Mistrzostwa Świata – Banyoles 2004 – czwórka bez sternika – 5. miejsce[1].
- Mistrzostwa Świata – Eton 2006 – ósemka – 12. miejsce[1].
- Mistrzostwa Europy – Poznań 2007 – ósemka – 5. miejsce[1].
- Mistrzostwa Europy – Montemor-o-Velho 2010 – ósemka – 4. miejsce[1].